# Tunbridge Wells (stacja kolejowa)
Tunbridge Wells – stacja kolejowa w Royal Tunbridge Wells, w hrabstwie Kent, w Anglii. Znajdują się tu 2 perony. Stacja obsługuje ok. 2 096 900 pasażerów rocznie (dane za rok 2021/2022).